# Zamek Książąt Pomorskich w Szczecinie

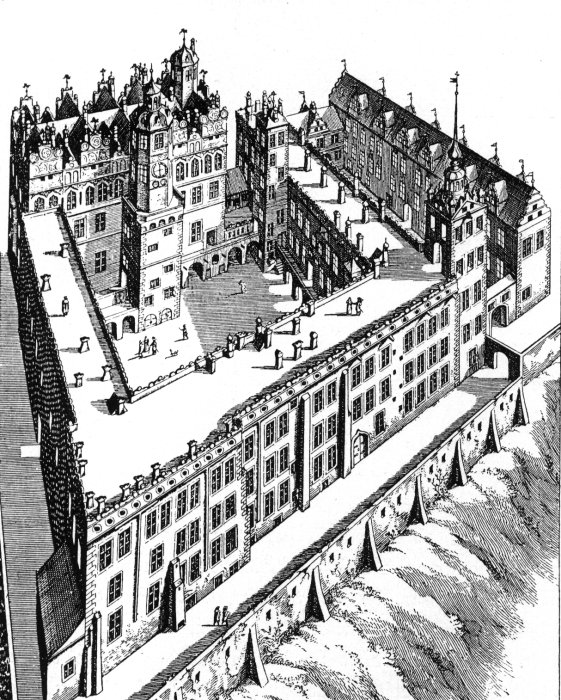
Szczeciński zamek na rycinie M. Meriana (1652)

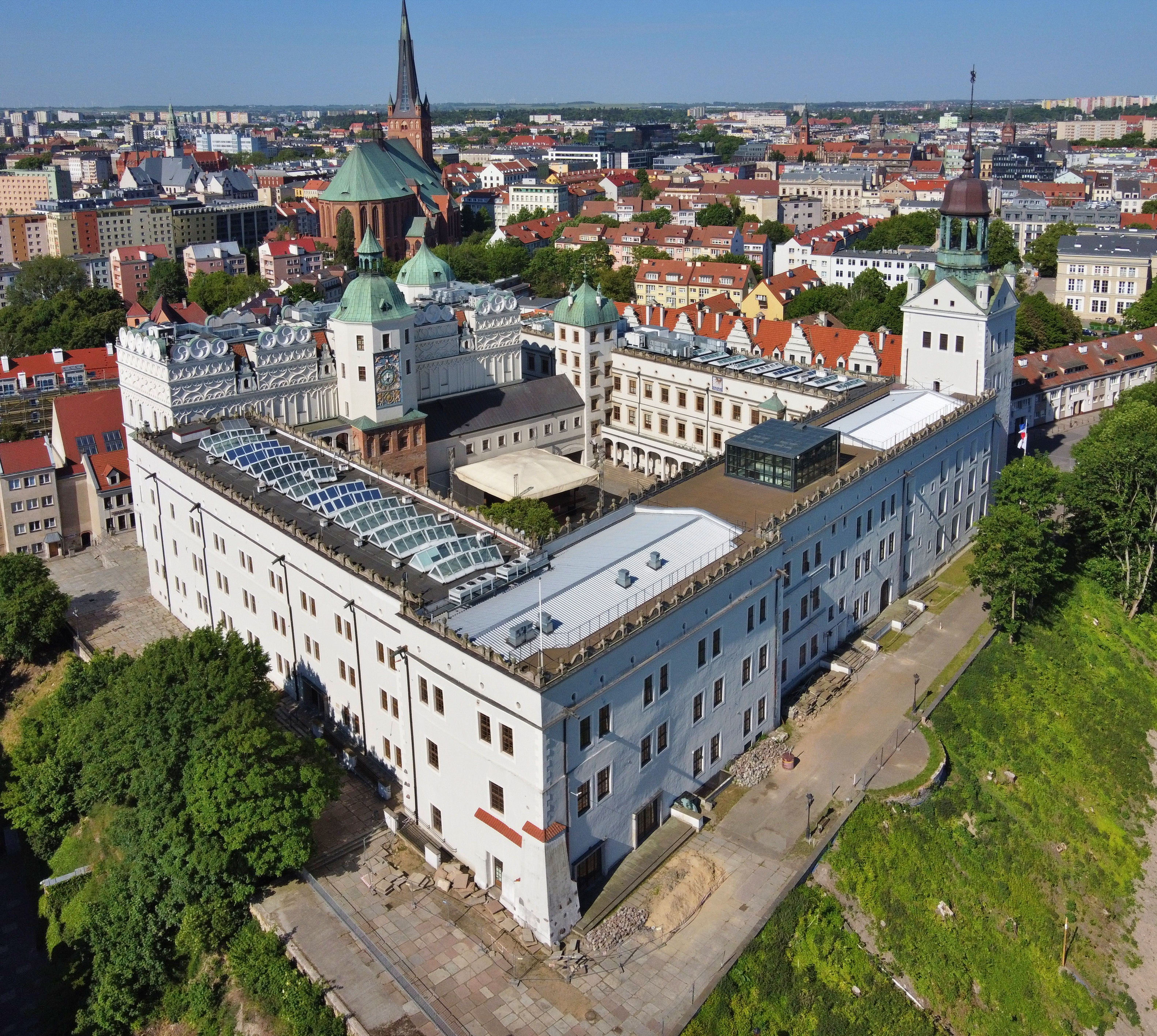
Zamek Książąt Pomorskich (widok od północnego wschodu)

Zamek Książąt Pomorskich – renesansowy zamek usytuowany na Wzgórzu Zamkowym w Szczecinie, w sąsiedztwie Odry, historyczna siedziba rodu Gryfitów, władców księstwa pomorskiego, oraz nazwa instytucji kultury, administrującej Zamkiem.

## Historia

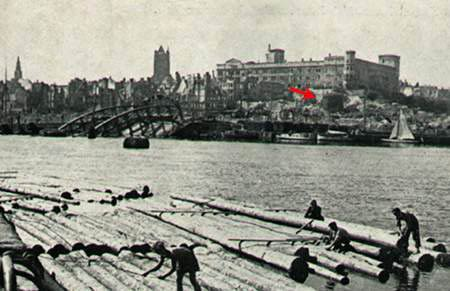
Zamek Książąt Pomorskich, zniszczony w czasie alianckich bombardowań w latach 1942–1944 (widok z Łasztowni)

Przed 1124 rokiem na wzgórzu zamkowym znajdował się gród słowiański z drewnianym dworem księcia Warcisława I. Po przeniesieniu przez księcia Barnima I w 1235 roku stolicy księstwa z Uznamia do Szczecina dwór został rozbudowany.
Początki dzisiejszego zamku sięgają 1346 roku, kiedy Barnim III, łamiąc przywileje szczecińskiego patrycjatu rozpoczął wznoszenie na wzgórzu zamkowym tzw. kamiennego domu. Obok kamiennego domu stanęły kaplica św. Ottona oraz tzw. duży dom z wieżą więzienną. W 1428 roku w mieście wybuchł bunt wywołany przez biedotę i rzemieślników. W zamian za stłumienie buntu książę Kazimierz V otrzymał od Rady Miejskiej znaczną sumę na rozbudowę i umocnienie kamiennego dworu. Wybudowano wówczas utrzymane w stylu późnogotyckim skrzydło południowe.
Po pożarze w 1530 roku rozpoczęto przebudowę zamku. Trwała 7 lat, w jej trakcie kamienny dom przebudowano w stylu renesansu w dwupiętrową budowlę z dwuspadowym dachem i wieżą zegarową. Dobudowano także wschodnie skrzydło.
W latach 1573–1582 książę Jan Fryderyk dokonał generalnej przebudowy zamku. Zburzono kamienny dom i kościół św. Ottona. Pozostawiono gotyckie skrzydło południowe, podwyższono wschodnie i dobudowano do nich skrzydła północne i zachodnie, zamykając w ten sposób dziedziniec. Do zamku doprowadzono także wodociąg.

Na początku XVII wieku za panowania Filipa II i Franciszka za skrzydłem zachodnim dobudowano dwupiętrowe piąte skrzydło – muzealne (pierwszy w regionie obiekt zbudowany z przeznaczeniem na muzeum), tworząc w ten sposób drugi, mały dziedziniec.
Po wymarciu dynastii Gryfitów, od 1637 roku zamek był siedzibą namiestnika szwedzkiego, a od roku 1720 – garnizonu pruskiego. W 1752 roku Fryderyk II Wielki założył w skrzydle muzealnym mennicę.
Podczas panowania pruskiego zamek wielokrotnie przebudowywano, dostosowując do mieszczącego się tam garnizonu. Usunięto wiele ozdób. Największej dewastacji zamku dokonał garnizon pruski w XIX wieku, kiedy to zburzono sklepienia w skrzydle wschodnim, całkowicie przebudowano skrzydło południowe, wyburzono krużganki, zaś wewnątrz zamku wymurowano klatki schodowe i korytarze.
Po opuszczeniu przez garnizon w 1902 roku, zamek popadał stopniowo w dewastację. Roboty renowacyjne mające przywrócić zamkowi wygląd dawnej rezydencji podjęto w 1925 roku, jednak zaprzestano ich rok później. Mimo wielu planów, władze niemieckie do wybuchu II wojny światowej nie podjęły się kompleksowej renowacji zamku. W 1944 roku zamek został poważnie zniszczony podczas nalotów alianckiego lotnictwa.

### Po II wojnie światowej

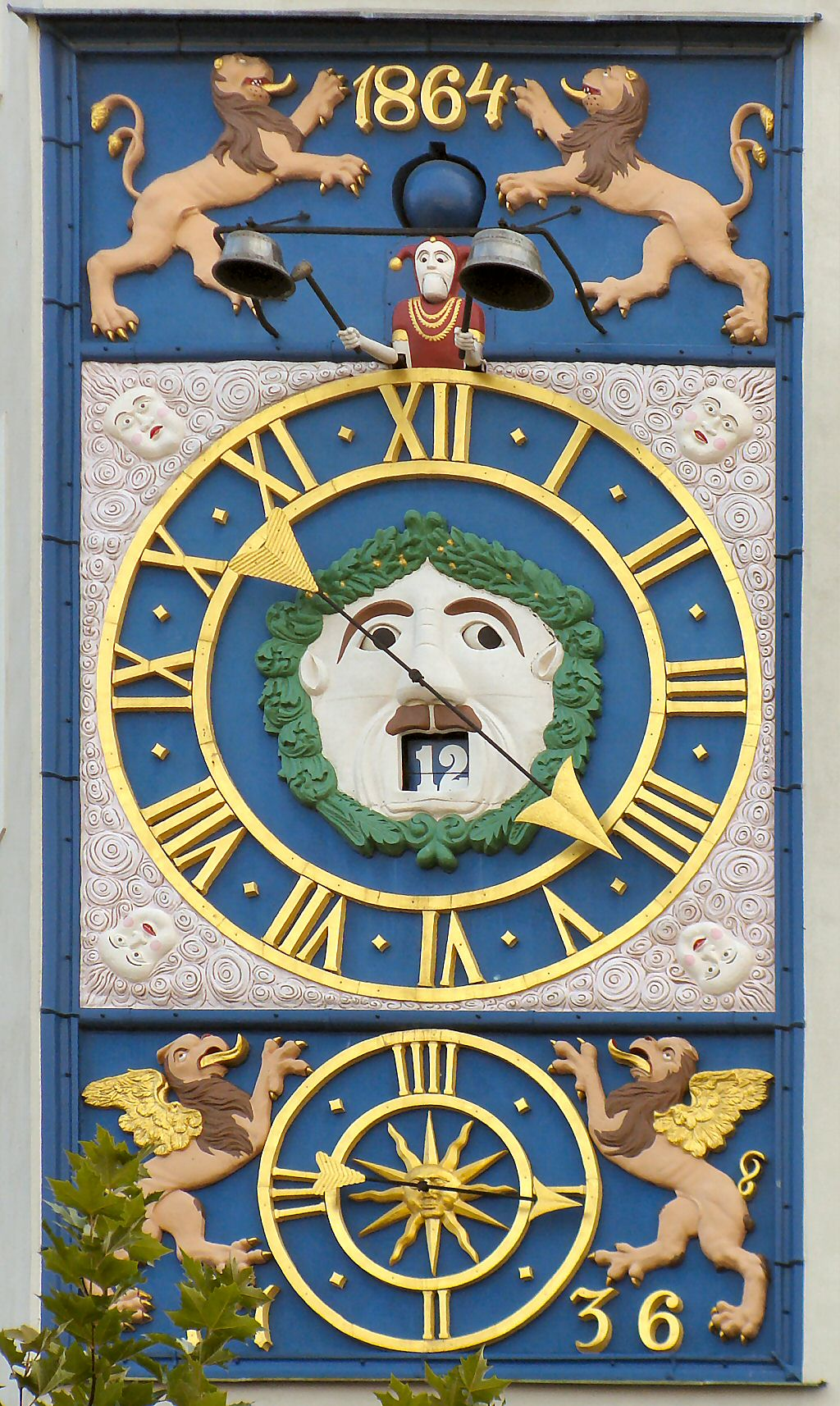
Zegar na Wieży Zegarowej

W 1946 roku rozpoczęto zabezpieczanie ruin zamku. Zajmowało się tymi pracami biuro Regionalnej Dyrekcji Planowania Przestrzennego, w której funkcję głównego urbanisty województwa szczecińskiego pełniła Helena Kurcyusz. Pod jej kierownictwem odkryto wówczas m.in. kryptę z sarkofagami książąt pomorskich. W 1948 roku na dziedzińcu zamku rozpoczęły się prace archeologiczne.
W latach 1958–1980 zamek został odbudowany (projekty konserwatorsko-renowacyjne opracował w latach 1958–1970 Stanisław Latour, profesor Politechniki Szczecińskiej). Przywrócono mu XVI-wieczny renesansowy wygląd, rekonstruując bryłę – na podstawie sztychu M. Meriana – oraz wnętrza skrzydła północnego. Na Zamku nie zachowało się wiele reliktów wyposażenia oryginalnego. Przede wszystkim gotyckie sklepienia w piwnicy, dwóch salach parterowych skrzydła południowego i freski w wieży zegarowej tamże. Pod skrzydłem północnym znajdują się też resztki gotyckiego kościoła św. Ottona – odkryta po wojnie krypta z sarkofagami książąt, obecnie udostępnionymi na Zamku. Kości książęce zostały złożone w katedrze św. Jakuba w Szczecinie. Natomiast ubiory i klejnoty książęce zostały przekazane do Muzeum Narodowego w Szczecinie, gdzie są eksponowane na wystawie „Złoty Wiek Pomorza” w gmachu przy ul. Staromłyńskiej.
Zamek jest własnością Zarządu Województwa Zachodniopomorskiego, który miał tam swoją siedzibę do 6 kwietnia 2023 r. W Zamku działają instytucje kultury: centrum kulturalne pn. „Zamek Książąt Pomorskich” (niegdyś Wojewódzki Dom Kultury) obejmujące salę koncertową im. Bogusława I, sale wystawowe, kino „Zamek”, Teatr Krypta i kabaret Piwnica Przy Krypcie, stałe wystawy wnętrz, oraz Opera na Zamku. Oprócz centrum „Zamek Książąt Pomorskich” funkcjonują sala ślubów Urzędu Stanu Cywilnego, część wydziałów Urzędu Marszałkowskiego Województwa Zachodniopomorskiego i dwie restauracje. Na Zamku organizowane są koncerty, wystawy artystyczne i historyczne, spotkania literackie i naukowe, a na dziedzińcu imprezy kulturalne oraz koncerty. Na zamku odbyły się koncerty wielu znakomitych wykonawców muzyki jazzowej i rozrywkowej m.in. Jan Garbarek, Chick Corea, Herbie Hancock, Marcus Miller, Manhattan Transfer, Bobby McFerrin, Chris Botti, Paco de Lucia, Richard Bona, Sinéad O’Connor, Macy Gray, Gotan Project.
W latach 2014–2015 przeprowadzono remont północnego skrzydła zamku. W sali księcia Bogusława X (dawny kościół zamkowy) odtworzono malaturę sklepień, nawiązując do renesansowej ornamentyki. Malatura nawiązuje m.in. do polichromii projektu niemieckiego malarza Paula Kutschmanna z mniej więcej 1908-09 r. Wyeksponowano fragmenty fundamentów kościoła św. Ottona z XIV w. oraz muru obronnego. Najstarszej zachowanej części zamku, krypcie grzebalnej z XIV wieku, przywrócono funkcję nekropolii, umieszczając w niej sarkofagi książęce, a przed kryptą wyeksponowano fundamenty Kamiennego Domu z 1346 roku.
W 2015 roku w ramach remontu Opery na Zamku odnowiono i zrekonstruowano zabytkowe polichromie w Wieży Więziennej. Wielobarwną dekorację ścian i stropów stworzył w drugiej połowie XVI wieku Krzysztof Schreiber.
11 maja 2017 roku doszło do zawalenia się stropu na drugim poziomie północnego skrzydła zamku, który zapadł się aż do poziomu piwnic. W wyniku katastrofy nie było ofiar, ponieważ skrzydło zostało zamknięte dla odwiedzających 2 tygodnie wcześniej po wykryciu pęknięć na ścianach.

## Dyrektorzy
- Eugeniusz Kus (dyrygent, związany z Uniwersytetem Szczecińskim i Akademią Muzyczną w Poznaniu)(1974 – 2007)[8]
- Wioleta Anders (2008–2011)[9]
- Barbara Igielska (2011– )[10]

## Upamiętnienia
- 3 listopada 2016 roku Narodowy Bank Polski wyemitował okolicznościową monetę pięciozłotową z serii „Odkryj Polskę”, przedstawiającą Zamek Książąt Pomorskich[11].

## Galeria

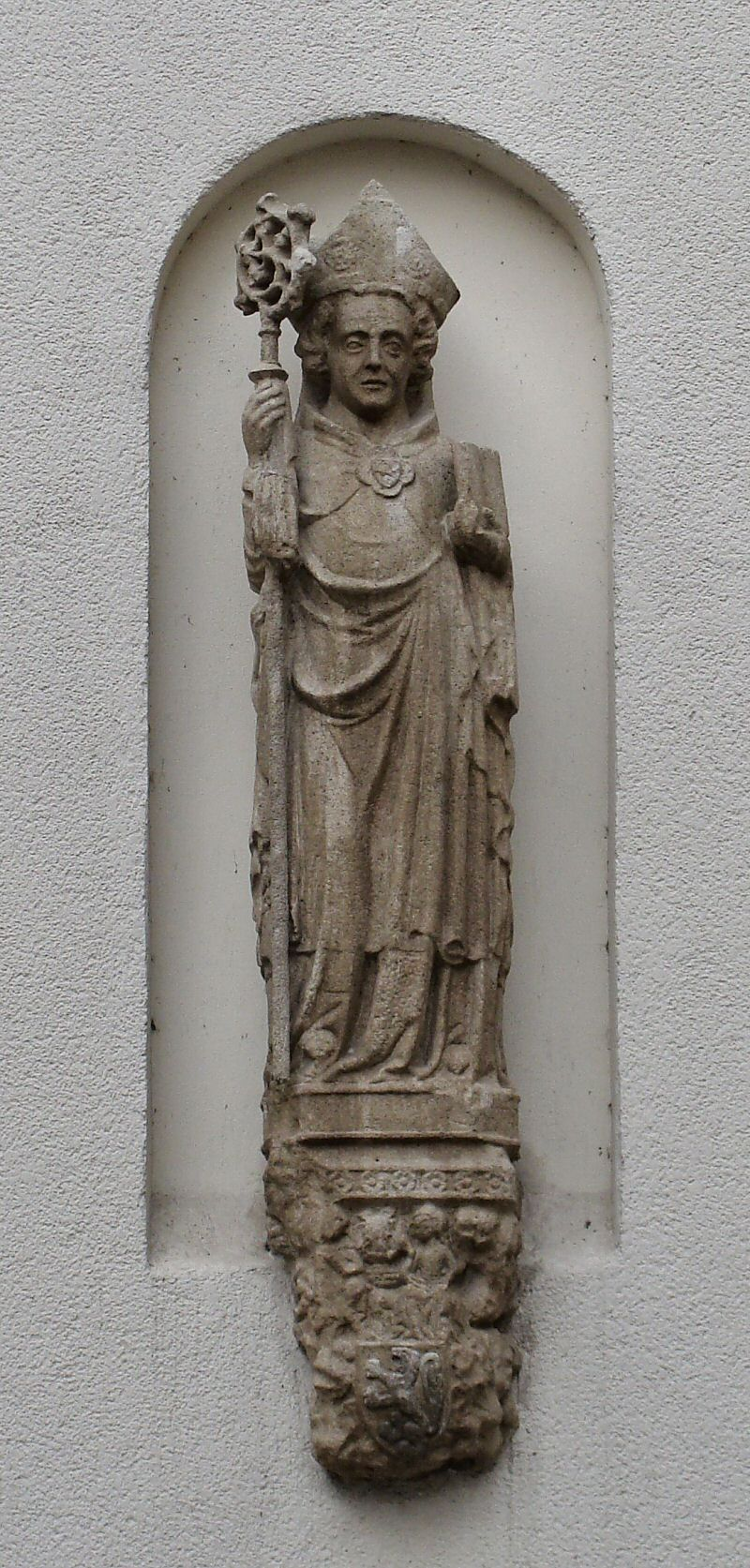
Figura św. Ottona
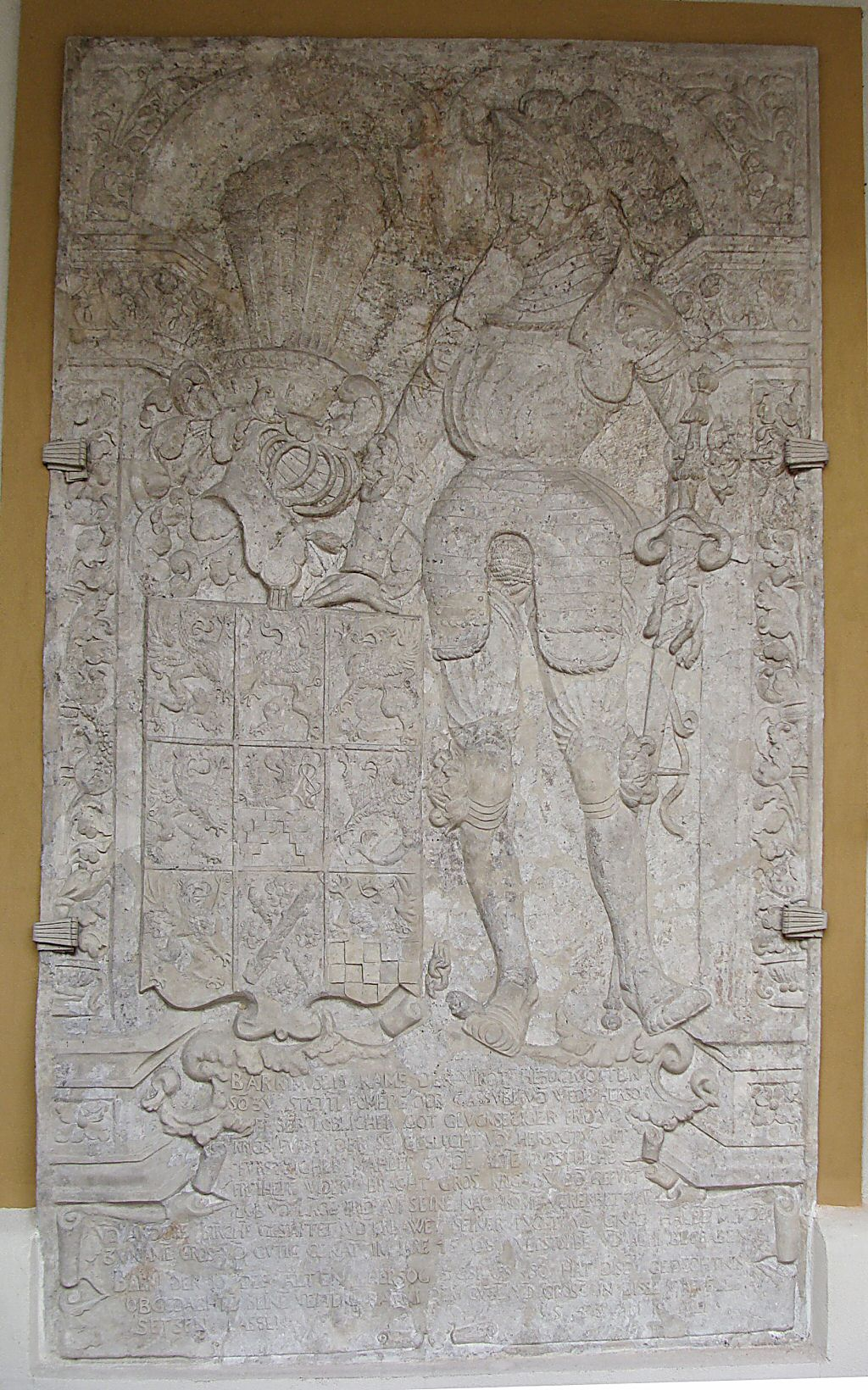
Płyta Barnima III
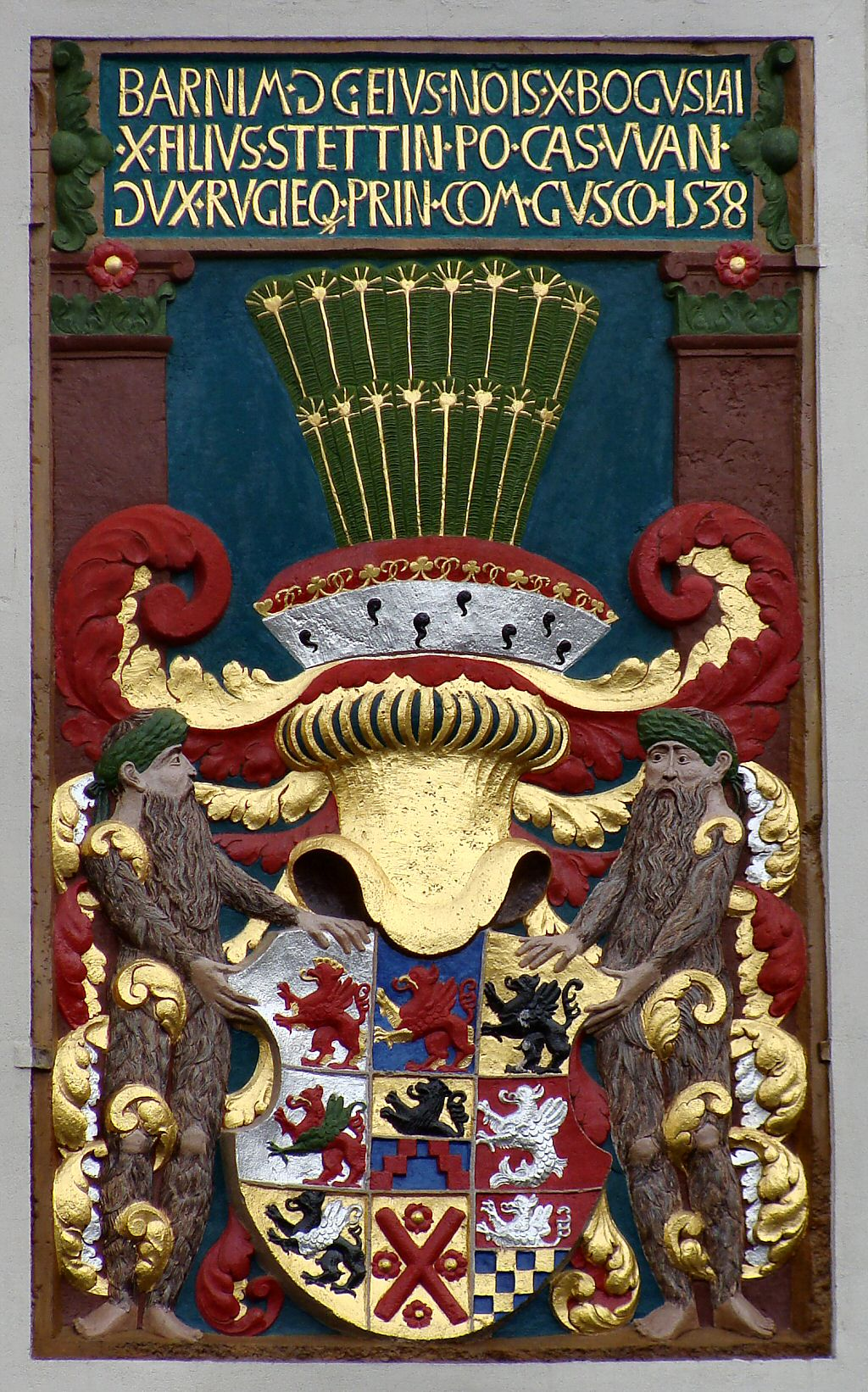
Płyta erekcyjna Barnima XI
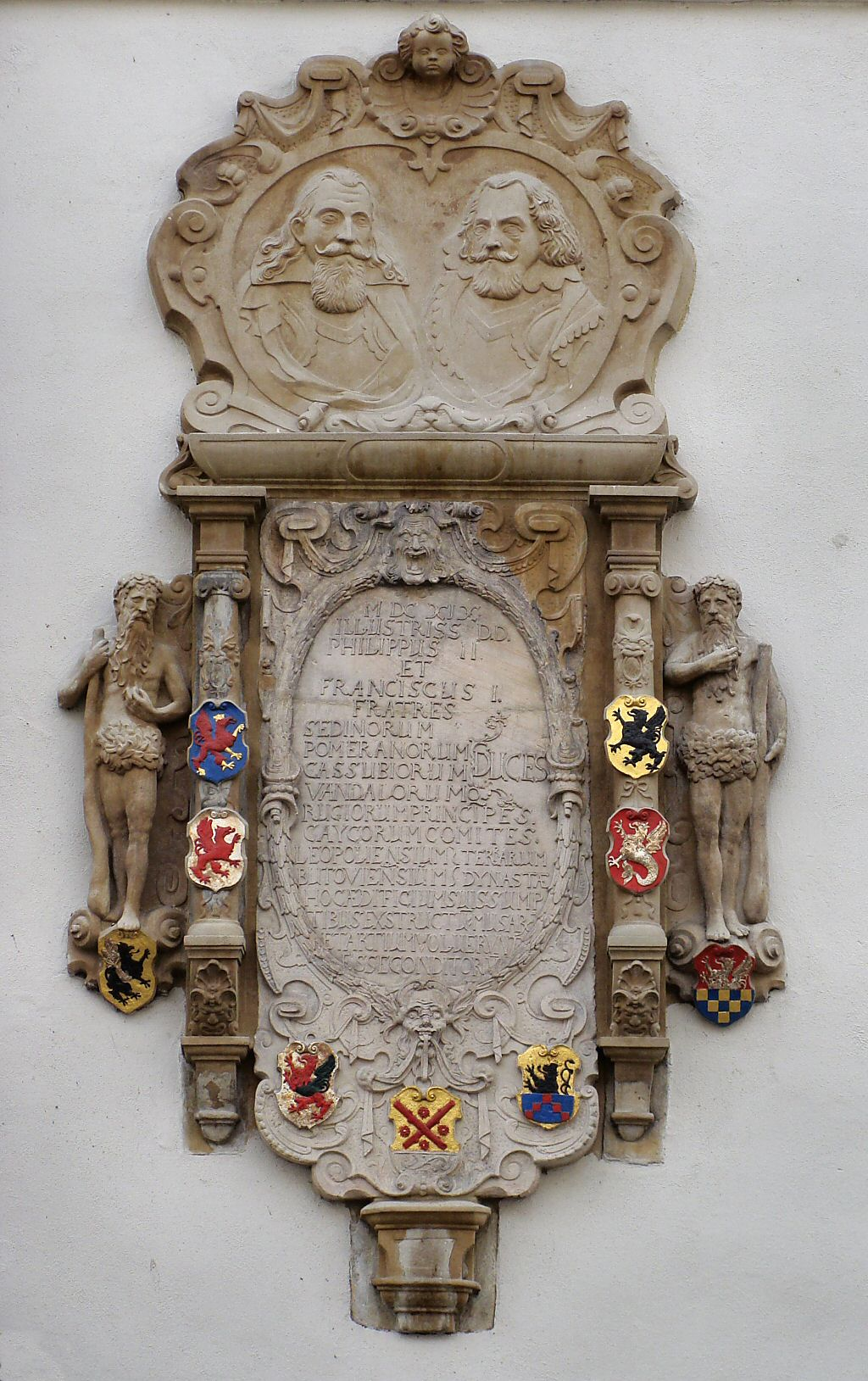
Tablica erekcyjna Filipa II i Franciszka I
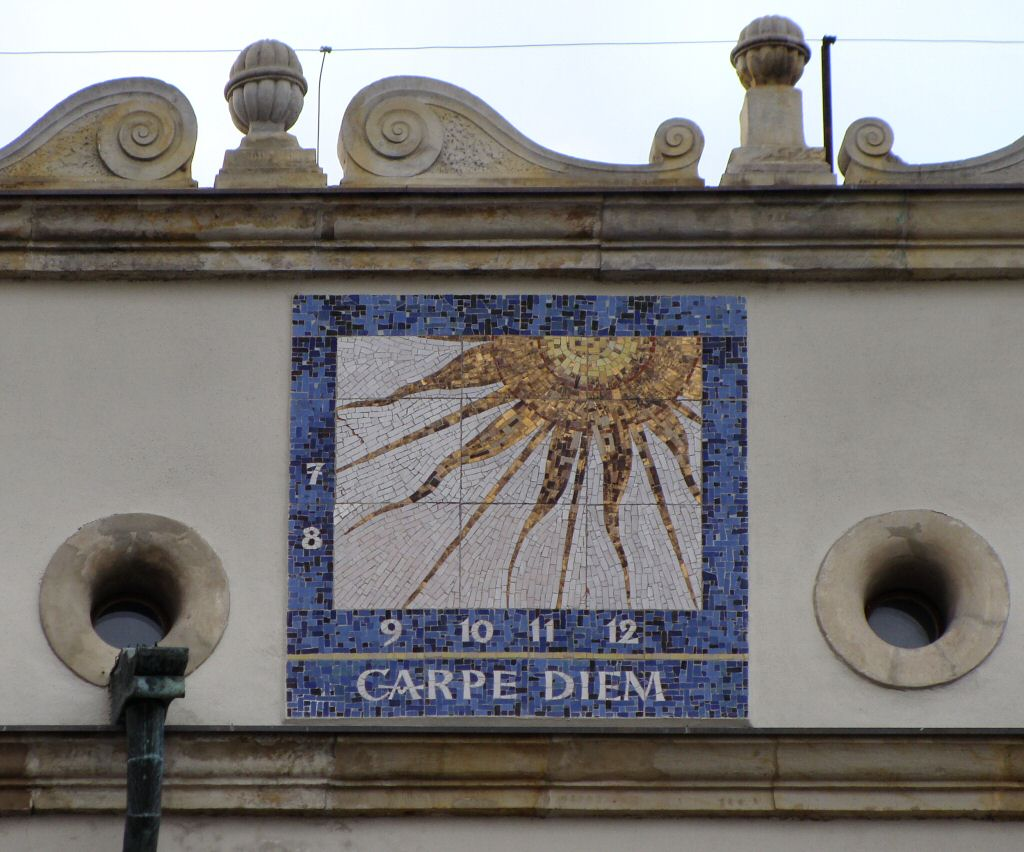
Zegar słoneczny
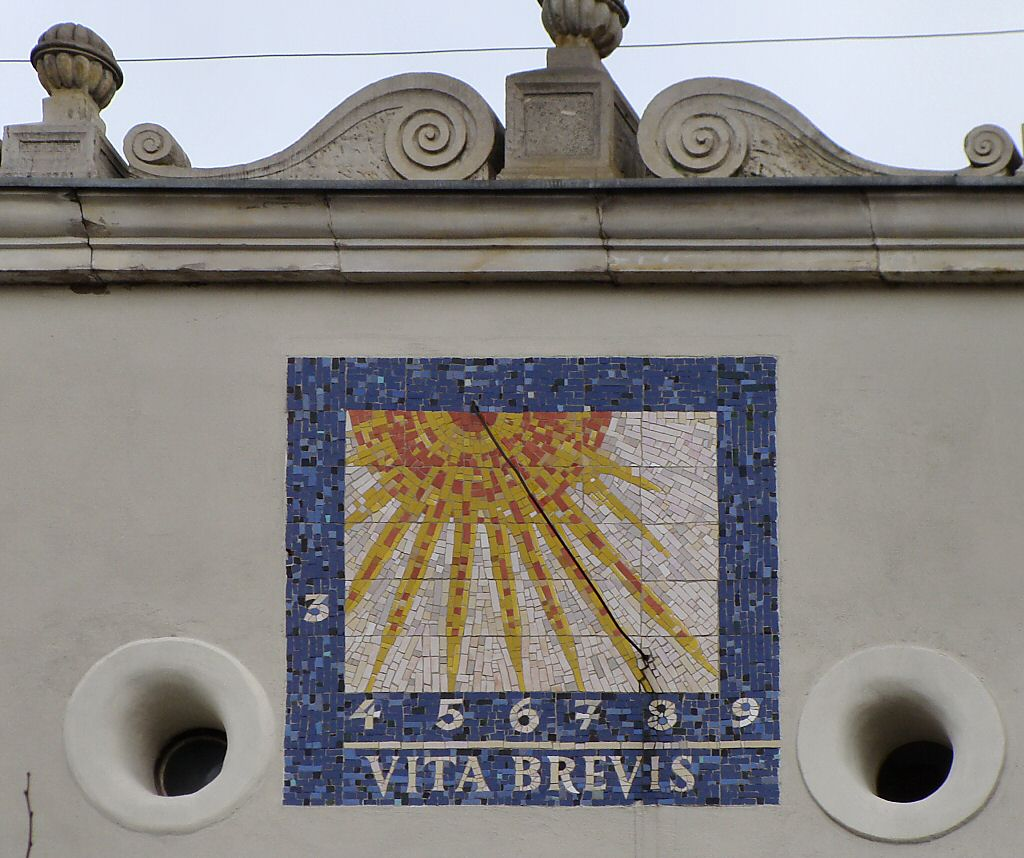
Zegar słoneczny
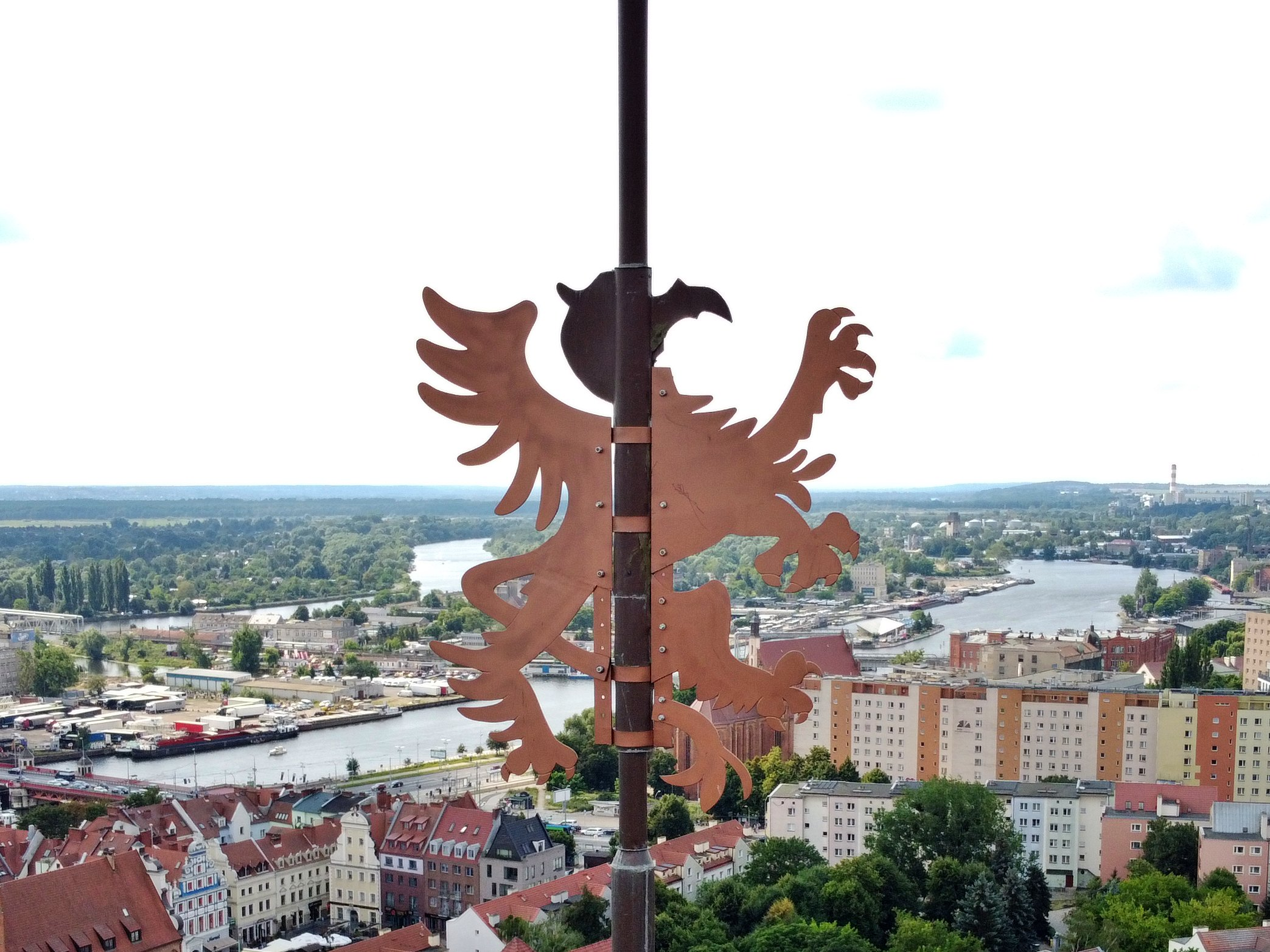
Gryf na szczycie Wieży Dzwonów
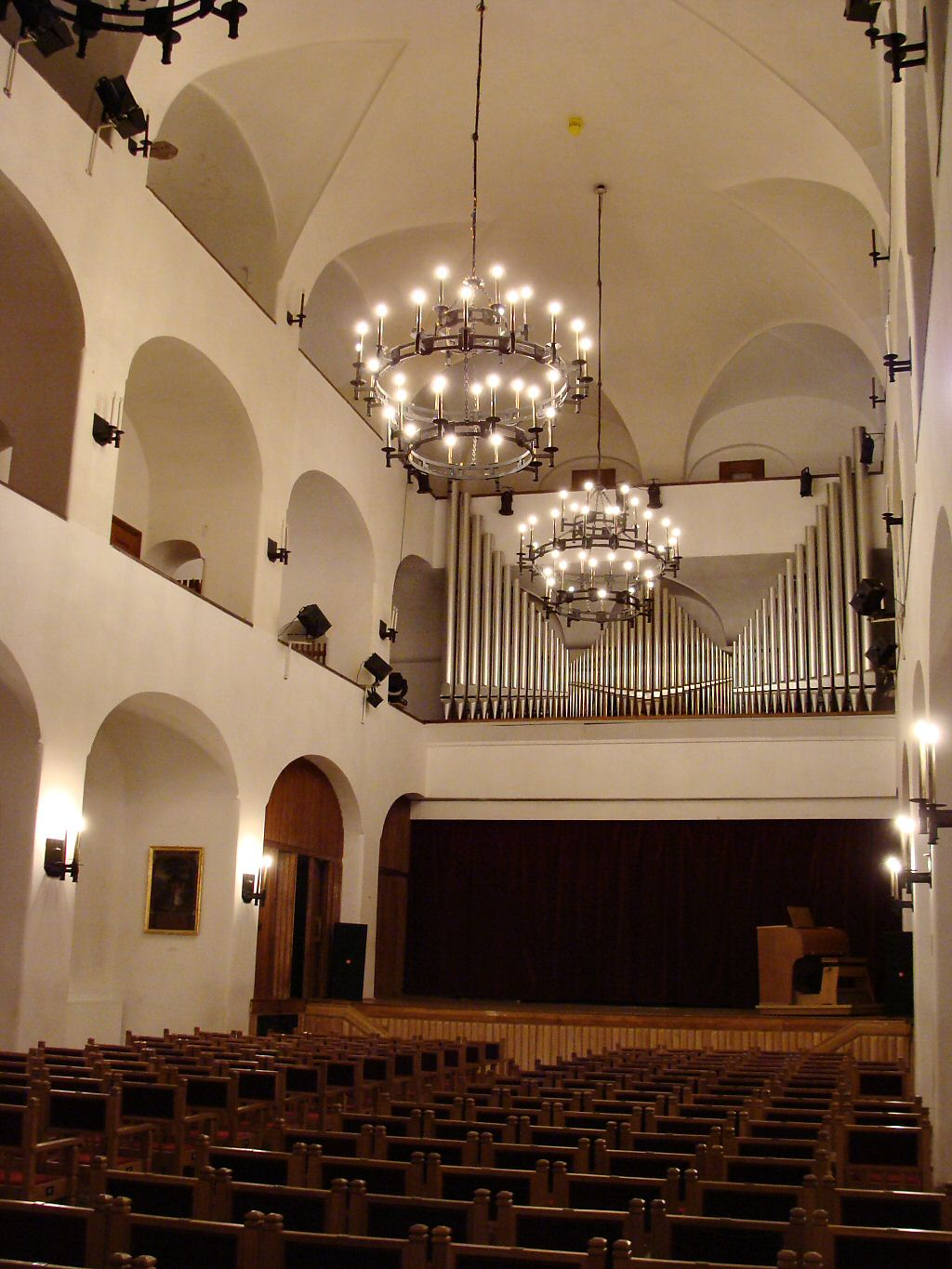
Sala Bogusława
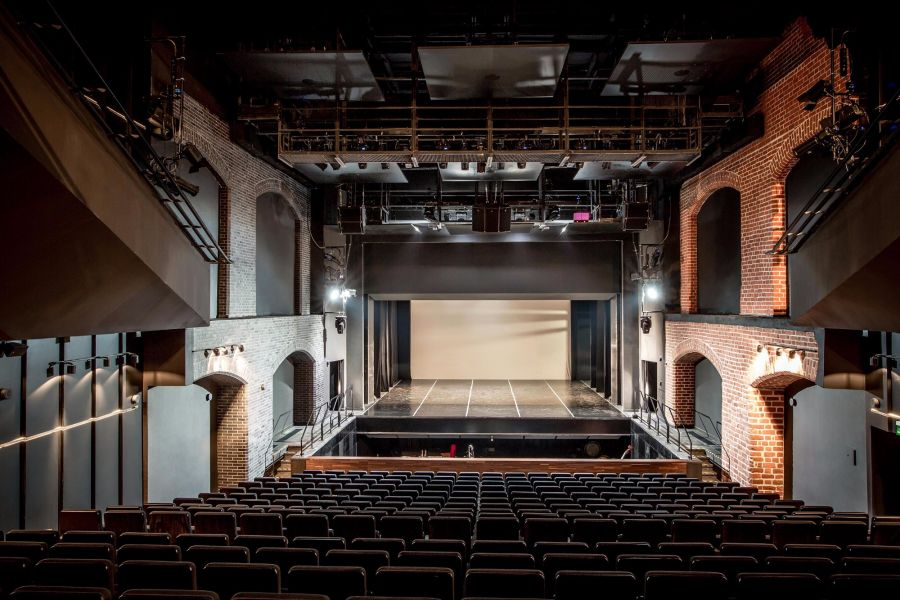
Opera na Zamku
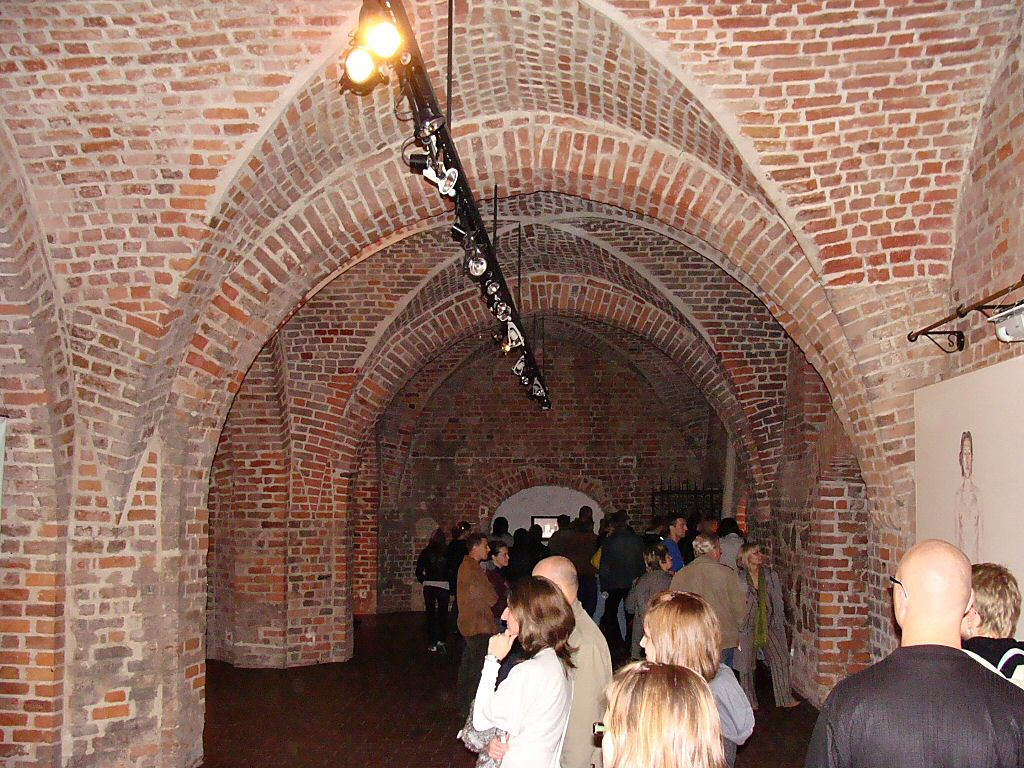
Galeria Gotycka
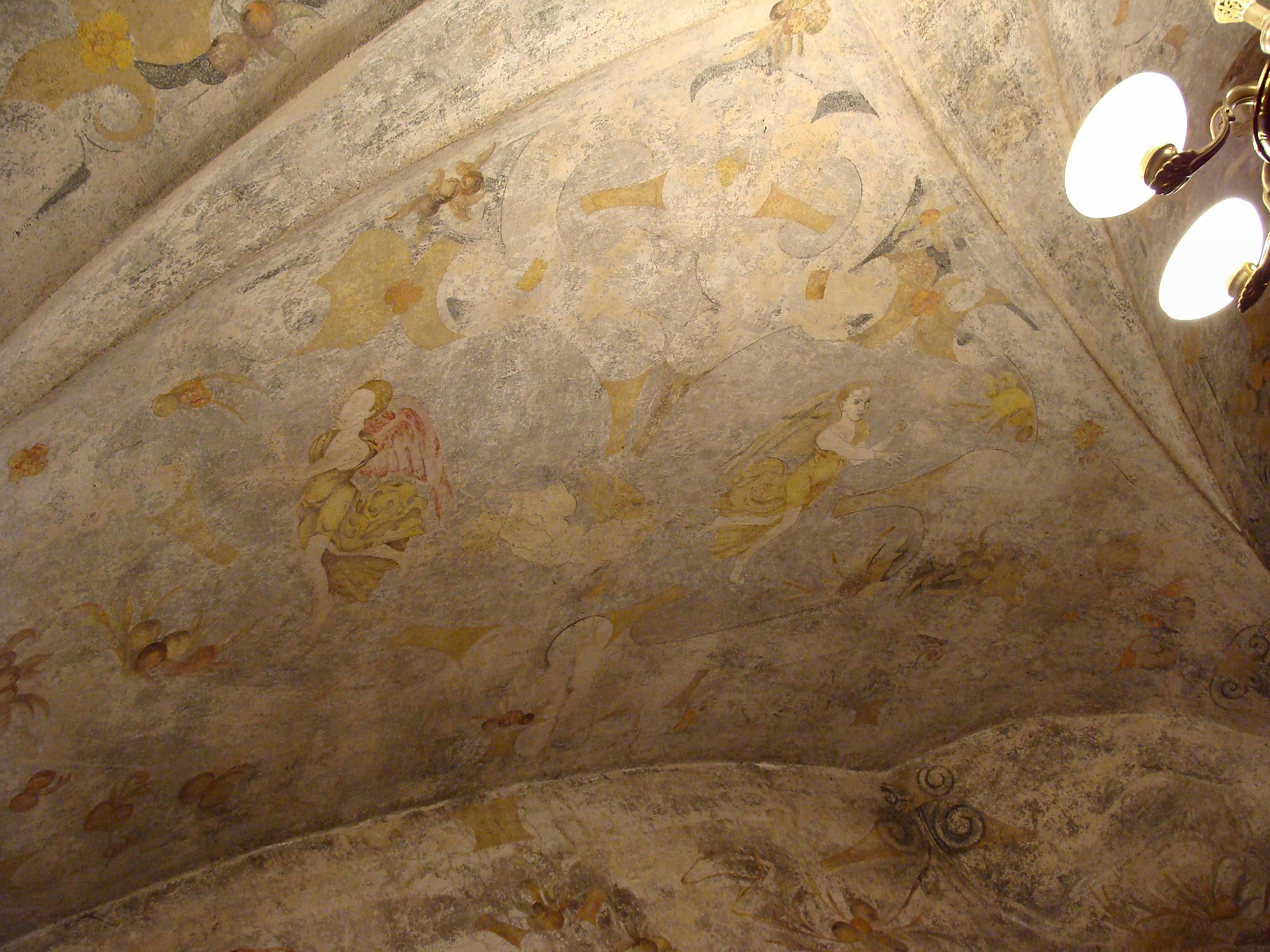
Malowidła w Wieży Więziennej
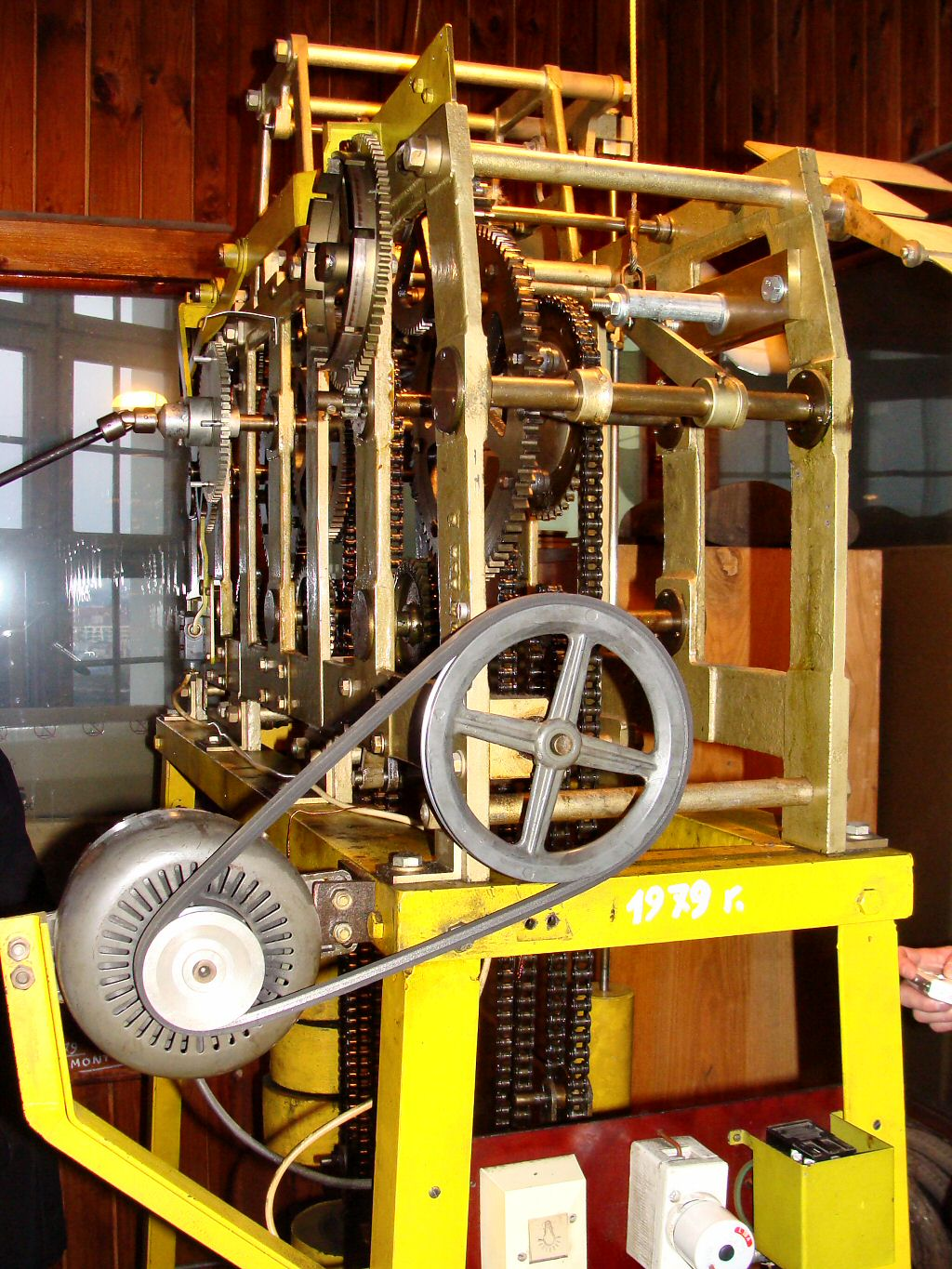
Mechanizm zegara wieżowego